# Infanta Isabel (Cáceres)
Infanta Isabel es un antiguo cuartel militar y actual barrio del distrito Norte de la ciudad española de Cáceres. Se ubica junto al paseo Alto sobre el llamado "cerro del Teso", una de las colinas que forman los Alcores de Cáceres, desde la cual se ve una panorámica casi completa de su distrito, principalmente construido sobre los Llanos de Cáceres, y vistas parciales del casco antiguo de la ciudad; debido a ello, el barrio es conocido popularmente como el "Mirador de Cáceres".
El cuartel militar, nombrado en honor a la infanta Isabel de Borbón y Borbón, fue construido entre 1920 y 1924 para dar un acuartelamiento militar fijo a la ciudad, que desde la caída del Antiguo Régimen había estado durante un siglo sin guarnición militar permanente. Albergó al Regimiento de Infantería «Argel» n.º 27 y fue la sede principal del Ejército de Tierra en Cáceres hasta que en 1964 se abrió el actual Centro de Formación de Tropa n.º 1.
Como consecuencia de la grave burbuja inmobiliaria que sufrió el país a principios del siglo XXI, la mayor parte del cuartel fue destruida para construir en su lugar el actual barrio, quedando como única instalación militar aquí el edificio principal, que actualmente alberga la subdelegación provincial de la Delegación de Defensa en Extremadura.
A 1 de enero de 2020, el barrio tenía una población de 640 habitantes según el padrón municipal.

## Localización
Desde la reforma territorial de 2008, el barrio pertenece al distrito Norte y limita al oeste con el paseo Alto, al norte con Montesol, al este con el cementerio municipal, al sureste con San Blas y al sur con San Justo. Para estos dos últimos barrios, el límite con Infanta Isabel lo marca la avenida de las Delicias, una de las avenidas principales de la ciudad. Con el cementerio y con Montesol, los límites los marcan las lindes históricas de fincas rústicas, pues ambos lugares no colindan directamente con el barrio, al estar separados de Infanta Isabel por un fuerte desnivel.
Por su ubicación en un cerro, el barrio posee la peculiaridad de que solamente tiene un punto de entrada y salida para vehículos, una intersección con señales de detención obligatoria que sale al norte de la avenida de las Delicias. Existe una segunda entrada, que es de un solo carril y no permite salida, que parte de la plaza de toros. El barrio se estructura en tres manzanas de pisos de forma cuadrada que se ubican en el lugar donde el antiguo cuartel tenía sus instalaciones, más una cuarta manzana alargada al este que comenzó a construirse en la década de 2010.
Las calles del barrio llevan los nombres de Agustina de Aragón, Concepción Arenal, María Pita, Madame Curie, Teresa de Calcuta y Petra Fernández y Fernández-Trejo, esta última sustituyendo a Clara Campoamor desde 2020. Las mujeres ilustres mencionadas no guardan relación alguna entre sí: el origen del nombre de estas calles se debe a las frecuentes quejas de que en la ciudad hay un número mucho mayor de nombres de calle referidos a hombres que a mujeres, lo que ha llevado al Ayuntamiento de Cáceres a asignar nombres de mujeres a algunas calles.
Desde el punto de vista de la geografía física, el montículo sobre el que se ubica, conocido como "cerro del Teso", forma parte de una pequeña sierra conocida como los Alcores de Cáceres, sobre la cual está construida la ciudad. Dentro de los Alcores, el cerro del Teso se ubica en una cadena de colinas paralela a la del casco antiguo de la ciudad, prolongándose al oeste en el "cerro del Rollo" sobre el cual se ubica el paseo Alto, y al sureste en el cerro de la Buitrera. Entre el cerro del Teso y el casco antiguo se ubica el valle por el que discurría el arroyo de San Blas, afluente por la margen izquierda del arroyo del Marco que fluía antiguamente por lo que ahora son la calle Ceclavín y el barrio de San Blas. Al norte de estos cerros se ubican los llanos sobre los que se han construido la mayoría de los barrios del distrito Norte.

## Historia

### Cuartel militar (sigloXX)
La localidad de Cáceres tenía hasta el siglo XIX un largo historial de construcciones militares. Destaca la muralla de la ciudad, que rodea la ciudad vieja declarada Patrimonio de la Humanidad y tiene dos milenios de historia. De los primeros orígenes de la ciudad se conservan ruinas del campamento romano de Cáceres el Viejo, ubicado en las afueras septentrionales del casco urbano. En diversos lugares del término municipal hay una decena de castillos y fortificaciones de origen tardomedieval y renacentista.
Sin embargo, la situación cambió notablemente en el siglo XIX, cuando se establecieron en España nuevas estructuras militares y civiles como consecuencia de la caída del Antiguo Régimen. A pesar de que en el ámbito civil se había creado la provincia de Cáceres fijando aquí su capital, en el ámbito militar ya no se veía a Cáceres como un lugar particularmente estratégico. La localidad estuvo defendida a lo largo de ese siglo por múltiples guarniciones temporales procedentes de otros lugares del país y debido a ello no se construyó un acuartelamiento permanente: las tropas fueron alojadas inicialmente en los recién desamortizados monasterio de San Francisco el Real y convento de la Concepción, asentándose a partir de la década de 1840 la sede militar de la ciudad en el Colegio Viejo de San Pedro. Ninguno de estos lugares había sido construido con la finalidad de albergar un cuartel militar, por lo que solamente servían como meros alojamientos.
La ausencia de una guarnición militar permanente comenzó a generar problemas en una ciudad que estaba en crecimiento demográfico: por ejemplo, la total ausencia de tropas en noviembre de 1892 impidió frenar un motín de subsistencias en el que fueron asaltadas varias panaderías, al no haber suficientes efectivos de la Guardia Civil que pudieran pararlo. En este contexto, el Ayuntamiento de Cáceres comenzó a realizar gestiones para establecer un acuartelamiento fijo, pero no fue hasta 1919 cuando se consiguió establecer en la ciudad la primera guarnición permanente, el Regimiento de Infantería «Segovia» n.º 75, conocido a partir de 1935 como Regimiento de Infantería «Argel» n.º 27, que al principio seguía teniendo la sede en el Colegio Viejo de San Pedro. El cuartel Infanta Isabel se construyó entre 1920 y 1924 para albergar este regimiento de infantería. Al complejo se le dio el nombre de la infanta Isabel de Borbón y Borbón, quien había entregado la bandera al coronel en el acto oficial de recepción del regimiento en el paseo de Cánovas.
Los terrenos del lugar elegido fueron cedidos por el Ayuntamiento de Cáceres, que tuvo que adquirir parte del cerro a propietarios particulares para completar la superficie que exigía el Ministerio de la Guerra. En aquel momento, solamente se hallaban construidos en esta zona la plaza de toros, el paseo Alto y el cementerio municipal, pues la ciudad solamente llegaba entonces hasta la actual plaza de Argel. El nuevo cuartel constaba de seis barracones rectangulares paralelos, presididos en perpendicular por el edificio que se conserva actualmente; al norte del complejo, ya cuesta abajo, se añadió además un pequeño polígono de tiro. Las instalaciones fueron diseñadas por el comandante ingeniero Felipe Porta y costaron más de tres millones de pesetas. Tenía capacidad para albergar dos mil hombres. El cuartel nunca fue inaugurado debido a la guerra del Rif; sin embargo, Alfonso XIII y Miguel Primo de Rivera lo visitaron en 1928.
En 1936 estalló la Guerra Civil Española, el único conflicto bélico que sufrió el cuartel durante el tiempo que estuvo activo. El mando local apoyó desde el principio el Alzamiento Nacional y el 19 de julio un batallón del regimiento desfiló hacia la Plaza Mayor desde el cuartel a través de la calle Canalejas (actual calle Barrionuevo) para hacer prisioneros de guerra al gobernador civil y al alcalde. El 23 de julio de 1937, los republicanos intentaron atacar el cuartel durante el bombardeo de la ciudad, que provocó 34 muertos y 78 heridos; sin embargo, la mala puntería de los aviadores dejó indemne el cuartel, cayendo bombas en lugares cercanos como San Blas o el cementerio municipal. Tras este bombardeo, los sublevados llevaron a cabo junto al cuartel casi doscientos fusilamientos en la Navidad de 1937-1938, incluyéndose en esos fusilamientos la conocida masacre de Navas del Madroño.
Como consecuencia de la guerra, en la década de 1940 no había suficiente espacio en el cuartel para todos los militares destinados en Cáceres, por lo que para albergarlos se habilitaron otros espacios como la Casa de los Caballos y la nueva ciudad deportiva. Debido a ello, en la década de 1950 se amplió la capacidad del cuartel y se construyó junto al cauce del arroyo de San Blas la colonia militar Capitán Luna; esta última era una barriada de viviendas unifamiliares para los mandos que acabaría dando lugar al actual barrio de San Justo.
El cuartel Infanta Isabel cayó en declive a partir de 1964, cuando se abrió en el entorno de la ermita de Santa Ana el nuevo "Centro de Instrucción de Reclutas Santa Ana", actualmente conocido como "Centro de Formación de Tropa n.º 1". Aunque esta nueva instalación militar no era un cuartel ordinario sino un centro de formación militar, el cuartel comenzó poco a poco a tener menos personal y a llevar a cabo tareas administrativas de apoyo. El regimiento de infantería cacereño fue trasladado en 1983 a Sevilla con plana mayor reducida y en 1985 quedó disuelto. A partir de 1996, el cuartel pasó a albergar la Subdelegación de Defensa, una de las dos subdelegaciones provinciales de la Delegación de Defensa en Extremadura.

### Barrio actual (sigloXXI)
Como consecuencia de la grave burbuja inmobiliaria que afectó a Cáceres en la última década del siglo XX y la primera del siglo XXI, en la cual la ciudad estaba recibiendo una cantidad de nuevos habitantes de origen rural mucho mayor a la que podía acoger, se decidió derribar la mayor parte del cuartel para destinarlo a la creciente y descontrolada demanda de viviendas nuevas, al mismo tiempo que se construía la mayor parte del actual distrito Norte. En 2003 comenzó el proceso con el derribo de los barracones del cuartel; en estas obras iniciales también se demolieron unos talleres que el Ayuntamiento de Cáceres tenía en la avenida y un chalé histórico. En 2007 llegaron al barrio sus primeros 67 habitantes, que se asentaron en las tres manzanas de pisos construidas en el lugar de los antiguos barracones; una década más tarde, la población de estas tres manzanas ya superaba el medio millar.
La crisis económica iniciada en 2008 impidió completar la construcción del barrio durante una década, quedando pendiente de construir una parcela en el este del barrio con la cual debía completarse el terreno urbanizable. Esto terminó en setiembre de 2018, cuando comenzó la construcción de 36 viviendas unifamiliares en esa parcela.

## Demografía
A 1 de enero de 2020, el barrio tenía una población de 640 habitantes según el padrón municipal. El barrio ha tenido la siguiente evolución demográfica desde 2007:
| Gráfica de evolución demográfica de Infanta Isabel entre 2007 y 2019 |
|                                                                      |

Debido a su relativamente reciente construcción, en los datos de 2020 aparece como un barrio extraordinariamente joven: los mayores de 65 años forman solamente el 3,94% de su población, mientras que casi la mitad de la población (49,39%) tiene entre 18 y 35 años. El resto de la población está formada por un 24,85% de menores de edad y un 21,82% de personas entre 35 y 65 años.
Desde un punto de vista socioeconómico, puede clasificarse como un barrio de clase media-alta. La sección censal que forma junto con La Zambomba y Aguas Vivas tenía en 2019 una renta media anual por persona de 12 389 euros y una renta media anual por hogar de 28 907 euros, estadísticamente dentro del 8% más rico de la comunidad autónoma. El precio medio de un piso en este barrio ronda los ciento cincuenta mil euros, ligeramente por encima de la media local. Se prevé que el precio de las nuevas viviendas unifamiliares no baje de doscientos mil euros.

## Administración
El barrio, que pertenece al distrito Norte de la ciudad, forma parte del área de influencia de la asociación de vecinos «Aguas Vivas-Plaza de Toros», junto con los vecinos barrios de Aguas Vivas y La Zambomba, que pertenecen al vecino distrito Centro-Casco Antiguo. Antes de la reforma territorial de 2008, el antiguo cuartel militar formaba parte del barrio del "ensanche Norte".

## Infraestructuras y servicios
Debido a su rápida construcción en la burbuja inmobiliaria, en sus primeros años el barrio ha funcionado como un área casi exclusivamente residencial, donde las viviendas no han ido por lo general acompañadas de zonas comerciales; no obstante, no es descartable que esto vaya cambiando conforme se desarrolle el barrio, ya que los bloques de pisos se han diseñado para que puedan albergar locales comerciales en sus plantas bajas, algunos de los cuales ya están en uso.
La casi total ausencia de servicios propios se compensa con las buenas comunicaciones del barrio, ya que se ubica junto a la avenida de las Delicias, una de las principales vías urbanas de Cáceres, que forma parte de la ruta CC-23 que une el campus universitario con el centro de la ciudad. Junto a la vecina plaza de toros o en lugares próximos de la plaza de Argel, existen paradas de casi todas las líneas del autobús urbano de Cáceres, con las únicas excepciones de las líneas 4, 5 y 7, para cuyo acceso basta con bajar al próximo barrio de Cánovas.
En el mapa de zonas de influencia educativas de la Junta de Extremadura para Cáceres, este barrio se incluye en la zona "B" de Infantil y Primaria, que cubre la mitad septentrional del distrito Centro-Casco Antiguo, y en la zona "1" de Secundaria, que cubre dos tercios de la ciudad. Según este mapa, los colegios preferentes para los niños de este barrio son el público Delicias y el concertado San José; ambos se sitúan muy cerca del barrio, pues están al otro lado de la plaza de toros, en el vecino barrio de Margallo. Ambos colegios solamente trabajan hasta niveles de educación obligatoria, por lo que para la formación postobligatoria es necesario desplazarse a otras zonas de la ciudad.
En el mapa sanitario del Servicio Extremeño de Salud, el barrio pertenece a la zona de salud del centro de salud Plaza de Argel, también ubicado a escasa distancia junto a la plaza de toros, en el barrio de Aguas Vivas.

## Patrimonio

### Estado actual del cuartel
El Plan General Municipal de 2010 cataloga el edificio principal del cuartel como monumento de relevancia local, con protección estructural. Este edificio es el único elemento del cuartel que no desapareció con la burbuja inmobiliaria. La descripción oficial del edificio como elemento cultural protegido es la siguiente:

DESCRIPCIÓN GENERAL
Estructura: Edificio exento, con espacio libre vinculado, 3 plantas.
Cubierta: Inclinada, a dos aguas con cumbrera paralela a fachada, antepecho con frontón central; teja cerámica.
DESCRIPCIÓN DE FACHADA
Composición: Fachada plana. Los vanos, alargados, se disponen de forma simétrica. La portada, en arco rebajado, resaltada mediante un frontón recto; ventanas presentan el dintel curvo al igual que el ingreso. El antepecho dividido en tramos por machones y unidos a la moldura que marca los cantos de forjados.
Materiales: Revestimiento sobre fábrica.
Elementos: Frontón y portada en cuerpo central. Recercado de huecos, refuerzos y molduras.

El motivo para mantener en pie este edificio cuando se derribó el resto del cuartel era que desde 1996 se albergaba aquí la subdelegación provincial de la Delegación de Defensa en Extremadura. La función de este edificio no era defensiva sino meramente administrativa; debido a ello, hubo un debate sobre un posible nuevo uso del edificio cuando se fundó el nuevo barrio, pues el Ayuntamiento de Cáceres pretendía que la subdelegación se trasladase al palacio de las Cigüeñas para establecer aquí un centro cultural, en el marco de la candidatura cacereña a Capital Europea de la Cultura de 2016. La primera propuesta concreta tuvo lugar en 2008, siendo alcaldesa Carmen Heras, y consistía en crear aquí un punto de encuentro de fundaciones de Extremadura y Portugal, denominado "Fundaciones en Cáceres". En aquella época también se propuso usarlo como escuela de negocios o como museo de arte contemporáneo. Sin embargo, la nueva alcaldesa Elena Nevado rompió en 2011 las negociaciones de compra, al considerarlo un gasto excesivo en la crisis económica de aquel momento.
Ante la falta de interés del Ayuntamiento, en 2013 el Ministerio de Defensa intentó vender en subasta pública el edificio. Sin embargo, el Ayuntamiento alegó esta vez que el edificio era realmente de titularidad municipal, por haberse cedido en 1919 terrenos municipales al Estado en régimen de donación modal, que legalmente da derecho a la Administración cedente a recuperar el terreno si la Administración cesionaria deja de usarlo para finalidad pública. Debido a ello, el Ministerio de Defensa tuvo que renunciar a venderlo, y el edificio se ha mantenido desde entonces como Subdelegación de Defensa.
Actualmente el edificio se utiliza como centro administrativo, siendo el lugar donde se llevan a cabo los trámites de reclutamiento y albergando todas las oficinas administrativas de Defensa en la provincia, excepto el Instituto Social de las Fuerzas Armadas que se ubica en la avenida Virgen de Guadalupe. Sin embargo, para evitar el desuso de la mayor parte del edificio, desde 2015 se han habilitado diversas zonas para que funcione como centro cultural abierto al público, incluyendo una sala de conferencias, una sala de exposiciones y una biblioteca.

### Otros monumentos
Aprovechando la ubicación del barrio sobre el "cerro del Teso", la calle Concepción Arenal alberga un gran mirador formado por un largo paseo con barandilla, desde la cual se puede ver una panorámica de los principales barrios del distrito Norte, destacando por su proximidad las panorámicas de Montesol y Mejostilla, con el paisaje de la penillanura trujillano-cacereña al fondo. En la ladera sobre la cual se ubica este mirador, se hallaba el antiguo polígono de tiro del cuartel; actualmente se ha reservado como zona verde poco arbolada y con algunos caminos de paseo, para evitar que futuras construcciones o una vegetación excesiva tapen las vistas. A este mirador septentrional se suma un pequeño jardín construido sobre una antigua pedrera en el extremo oriental del barrio, denominado "parque Mirador Infanta Isabel", desde el cual pueden verse además otras zonas de la ciudad como San Blas, Santiago y Residencial Universidad, con el santuario de la Montaña y la Ciudad Monumental al fondo. Los jardines se desarrollaron al mismo tiempo que el barrio, como un proyecto para ampliar el vecino paseo Alto más allá de sus límites oficiales.
El barrio cuenta además con dos esculturas en sus calles. En 2005 se instaló en la entrada al barrio el "Monumento a la Paz y la Concordia de los Cacereños", obra de estilo abstracto del escultor Nacho Criado que homenajea a las víctimas cacereñas de la Guerra Civil Española, la mayoría de las cuales habían sido asesinadas junto a este cuartel; esta obra, con una inversión de más de cien mil euros, fue construida en acero sobre un pedestal de granito de Piornal. En 2020 se añadió en los jardines del barrio una segunda escultura abstracta, obra del escultor local César David Montero, denominada "Tierra" y consistente en un conjunto de tubos metálicos.
En las afueras suroccidentales del barrio, ya fuera de sus límites oficiales, se ubica la plaza de Argel, uno de los principales cruces de vías de la ciudad. Esta plaza fue nombrada así en honor al regimiento que se estableció en el cuartel y alberga en su interior un monumento en memoria y reconocimiento a dicho regimiento.